# جام خیریه انگلستان ۱۹۸۷
 جام خیریه انگلستان ۱۹۸۷ ، ۶۵امین رقابت سالانه مابین قهرمانان لیگ دسته اول فوتبال انگلستان و جام حذفی فوتبال انگلستان است. 
این مسابقه در تاریخ ۱ آگوست ۱۹۸۷ مابین تیم‌های اورتون و کاونتری سیتی در ورزشگاه ومبلی لندن برگزار شده‌است. 
تیم اورتون در این مسابقه با نتیجه یک بر صفر به پیروزی رسید.

## جزئیات مسابقه
| اورتون   | ۱ – ۰ | کاونتری سیتی |
| -------- | ----- | ------------ |
| W Clarke |       |              |